# رابی بردی
رابرت رابی بردی (انگلیسی: Robbie Brady؛ زادهٔ ۱۴ ژانویهٔ ۱۹۹۲) یک بازیکن فوتبال اهل ایرلند است.
از باشگاه‌هایی که در آن بازی کرده‌است می‌توان به نوریچ سیتی، منچستر یونایتد و هال سیتی اشاره کرد.
او از بازیکنان اصلی تیم ملی فوتبال ایرلند می‌باشد.